# Herbita zarina
Herbita zarina là một loài bướm đêm trong họ Geometridae.